# Sympiesis euspilapterygis
Sympiesis euspilapterygis är en stekelart som först beskrevs av Erdös 1958.  Sympiesis euspilapterygis ingår i släktet Sympiesis, och familjen finglanssteklar. Arten är reproducerande i Sverige.